# Horror vacui (Kunst)

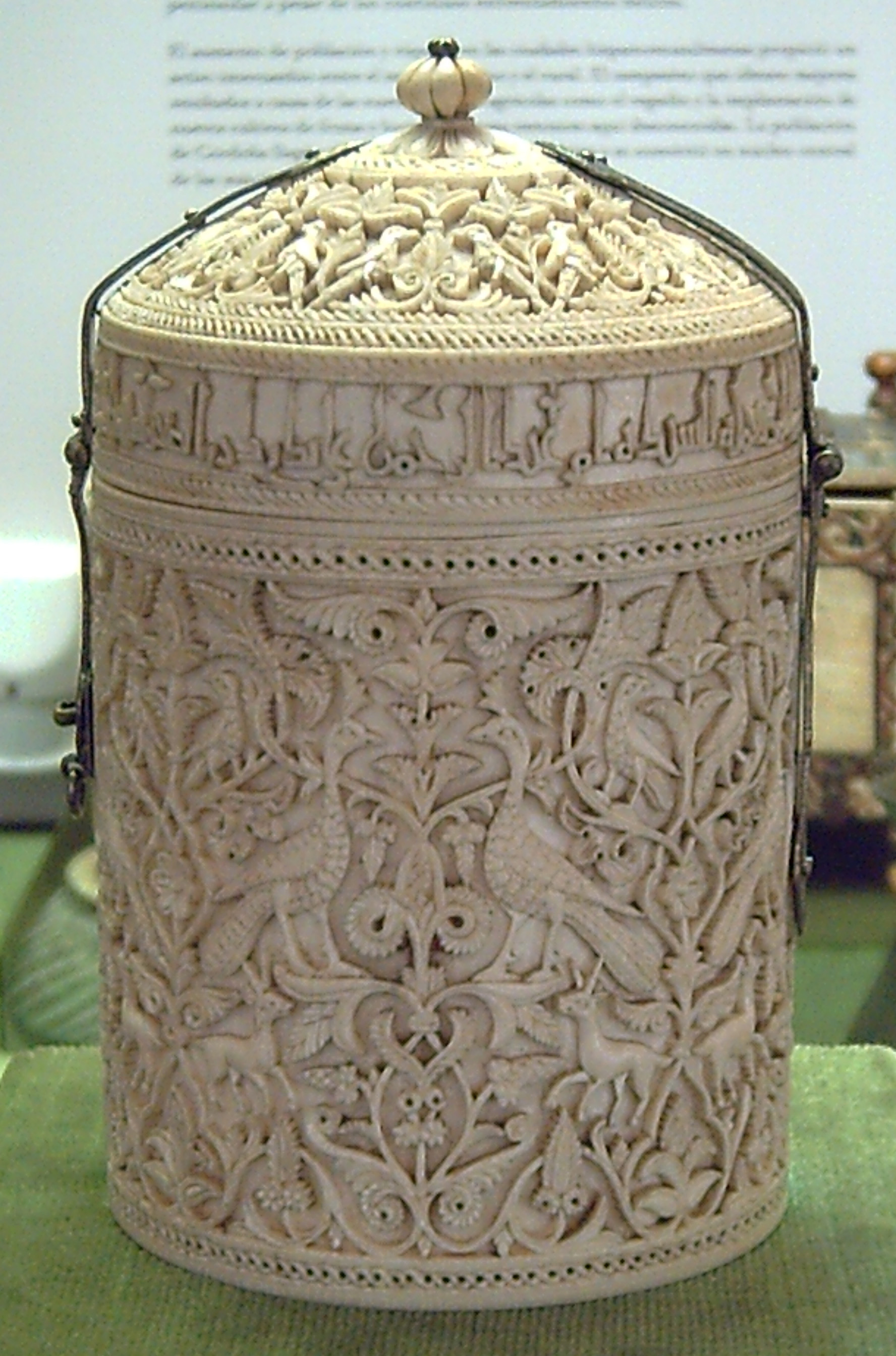
Dose von Zamora (um 960)

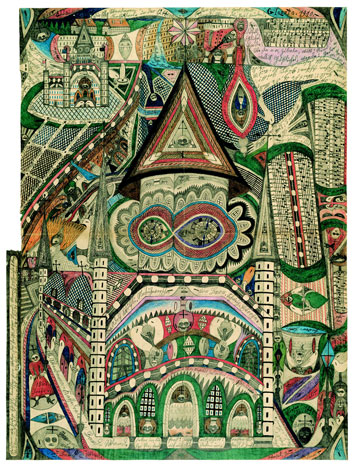
Adolf Wölfli: Die St.-Wandanna-Kathedrale in Band-Hain, 1910

Horror vacui (lat. Scheu vor der Leere) bezeichnet in der Kunst den Wunsch, alle leeren Flächen, besonders in der Malerei („Wimmelbild“) und im Relief (z. B. maurische Kunst der Alhambra etc.), mit Darstellungen oder Ornamenten zu füllen. 

## Verwendung
Der Begriff geht auf Aristoteles (Physik, Kapitel IV 6–9) zurück, der mit horror vacui (griechisch: kenophobia) das Phänomen bezeichnete, dass die Natur kein Vakuum kenne. In die Kunst übertragen, wurde der Begriff zum ersten Mal vom italienischen Kunstkritiker Mario Praz gebraucht, der damit vor allem überladene Werke viktorianischer Kunst beschrieb.
Auch für die Fülle und den Prunk des Barocks wird der Begriff verwendet.

## Gegenposition
Dem Horror vacui steht in der Kunst des 20. Jahrhunderts zunehmend der „Mut zur freien Fläche“ als Gegenpol zur Angst vor der Leere (z. B. bei Mark Rothko u. a.) gegenüber.